# トラブル (コールドプレイの曲)
「トラブル」 (Trouble) はイギリスのロック・バンド、コールドプレイの3rdシングル。コールドプレイのデビュー・アルバム『パラシューツ』に収録されている。UKシングルチャートでTop10入りしたシングルはこれで2枚目。最高順位は10位であった。シングルがリリースされた地域はイギリスなどのヨーロッパ、ノルウェー（ライブEP）、オーストラリア（両A面シングル）、プロモーションを兼ねてアメリカや台湾でも発売された。
「トラブル」は多くのアレンジを受けてきたピアノによるバラードである。1999年9月に作られた初期のものは、早いギターリフとスーパーグラスを彷彿させるかのような攻撃的なボーカルを特徴とするものであった。このバージョンは『ライブ 2003』に収録されているツアーダイヤリーで、リハーサルの時に演奏されている。1999年11月から、ピアノを取り入れてライブで演奏されるようになった。ギターを遅くした現在のバージョンが最終的にレコーディングされ、『パラシューツ』に収録された。

## プロモーション・ビデオ
「トラブル」のオリジナルUK・ヨーロッパバージョンのプロモーション・ビデオはノー・ダウトやユーリズミックス、ブラーのビデオを制作したことで知られるSophie Mullerが担当している。

## 収録曲
1. "Trouble" - 4:30
2. "Brothers & Sisters (New Version)" - 4:50
3. "Shiver  (Jo Whiley’s Lunchtime Social)" - 4:23